# Moulin de Lustrac
Le Moulin de Lustrac est un bâtiment situé sur le territoire de la commune de Trentels, en France, à côté du château de Lustrac.

## Localisation
Le moulin est situé dans le hameau de Lustrac, sur le territoire de la commune de Trentels, en rive droite du Lot, dans le département français de Lot-et-Garonne.

## Historique

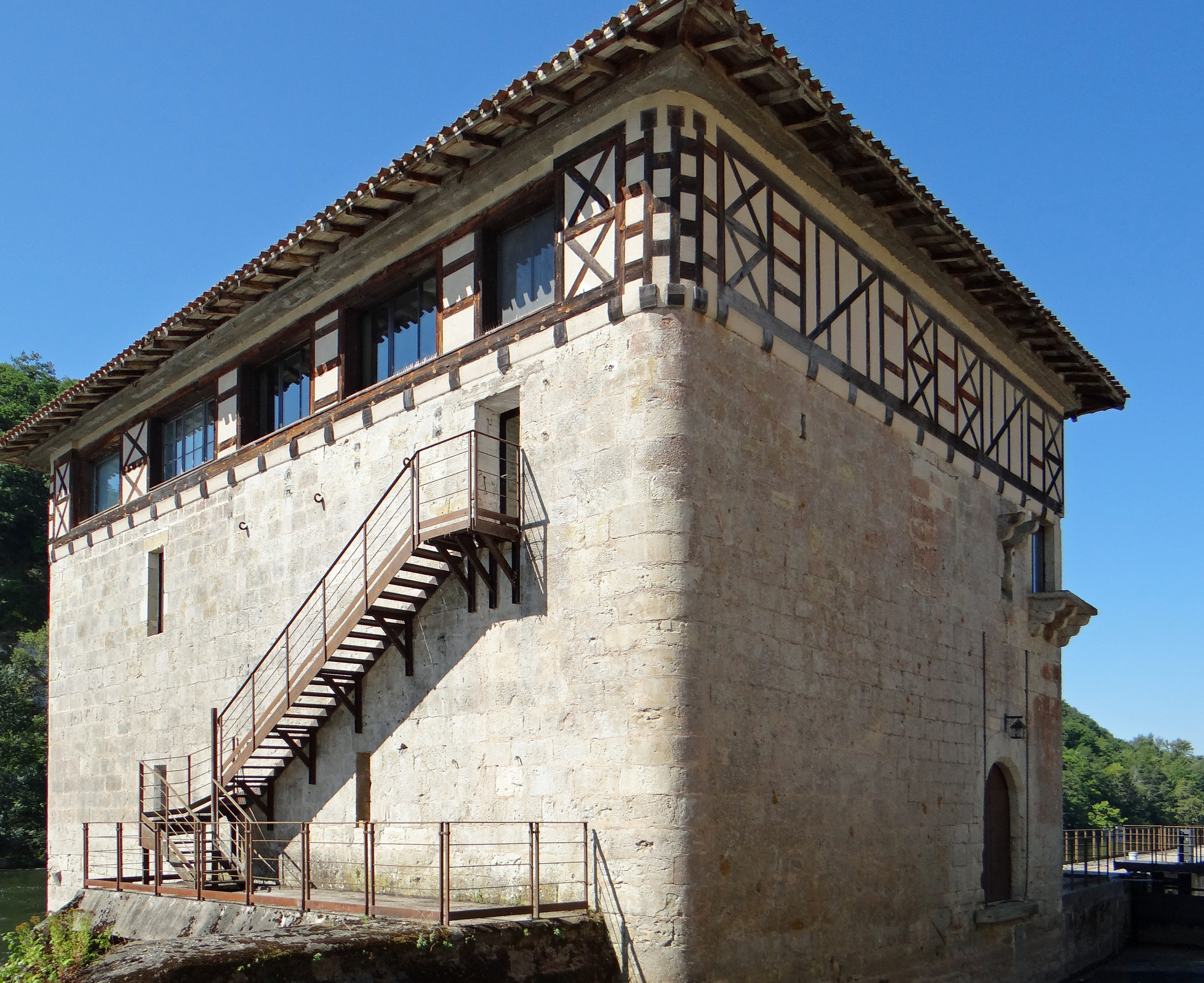
Façade est..
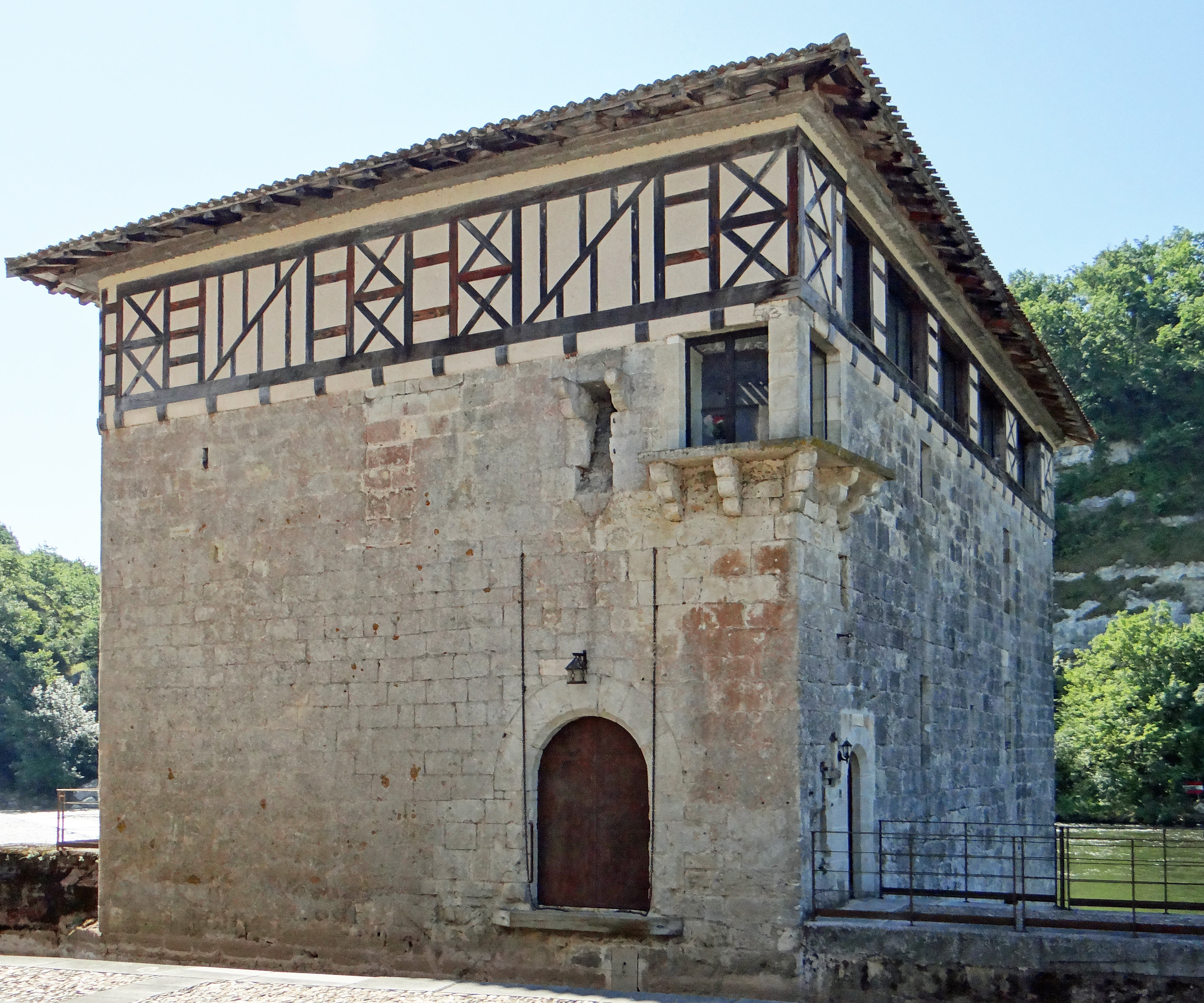
Façade nord..

Quand Édouard Ier reprend possession de l'Agenais, en 1279, après le traité d'Amiens, il va entreprendre, vers 1289, de rendre navigable le Lot pour faciliter le transport des marchandises du Quercy vers Bordeaux. Il fait construire onze barrages sur le Lot à la fin du XIIIe siècle dans le bailliage de Penne, sur un parcours de 22 kilomètres. Il a chargé son connétable à Bordeaux, d'Angolive, de mettre une somme de 10 000 livres à disposition de maître André pour mener à bien l'entreprise. La construction a été confiée à différents entrepreneurs. C'est ainsi qu'on voit les Lustrac se charger de la construction d'un barrage. Ces travaux commencés en 1291 vont être réalisés rapidement pour un coût qui n'a pas dépassé 4 000 livres. Ils vont être arrêtés en 1294 quand Philippe le Bel saisi l'Agenais pour ne le rendre au roi d'Angleterre qu'en 1303.
Foulque de Lustrac construit en 1296 le moulin auquel il a donné son nom en rive droite du Lot. Il s'appuie sur un de ces barrages qui est appelé dans l'enquête de 1311, tantôt de Mont-Navès, tantôt de Lamothe-Motriac.
Il est mentionné en 1311 dans une enquête faite par Guillaume Cazes, juge d'Agen, à la demande du roi d'Angleterre. Pour accaparer les droits de péage, les seigneurs des environs ont fait construire à proximité des édifices fortifiés.
La possession de ce moulin a donné les moyens à la maison de Lustrac de s'élever peu à peu au premier rang des seigneurs de l'Agenais.
En 1372, le duc d'Anjou donne 300 francs d’or à Bernard de Lustrac pour la fortification du château et du moulin.
Le moulin est reconstruit au XVIe siècle.
En 1597, à la mort de Marguerite de Lustrac, fille d'Antoine II de Lustrac (v.1490-1556) et de Françoise de Pompadour (1496-1548), veuve de Jacques d'Albon, seigneur de Saint-André, maréchal de France, puis de Geoffroy de Caumont, le moulin et la seigneurie sont vendus par sa fille Anne de Caumont à la famille de Masparrault. Le site est au XVIIe siècle la propriété des de Lespinette le Mairat, puis, de la famille de Garrisson.
L'intendant Claude Pellot a écrit à Colbert en 1664 pour lui démontrer l'utilité de rendre navigable de Lot pour l'économie du Quercy et du Rouergue en leur permettant de transporter leurs marchandises jusqu'à Bordeaux. Des travaux entrepris au XIVe siècle avaient rendus le Lot navigable de Villeneuve-sur-Lot à Aiguillon. Les travaux « extraordinairement pénibles » entrepris entre 1664 et 1669 vont la rendre navigable entre Villeneuve et Cahors en construisant des écluses à la « mode de Hollande ». Un plan de 1696 montre la disposition du moulin, de l'écluse et du château. Au total, entre Aiguillon et la frontière avec le Quercy, il y avait douze écluses, huit à la charge du roi et quatre à la charge de propriétaires ayant des moulins sur la rivière (procès-verbal de la visite des écluses de 1767). L'ordonnance de Louis XIV sur le fait des Eaux et Forêts du 13 août 1669 a réaffirmé que les rivières faisaient partie du domaine royal et a permis d'entamer les rénovations nécessaires à la navigabilité des rivières.
Le moulin figure sur le plan cadastral de 1830. Il est équipé de deux paires de meules.
Il a été acquis en 1891 par Joseph Meynot, polytechnicien et maire d'Agen. Il a développé l'activité de minoterie et l'a associé à une scierie, installée dans le château.
Le moulin fut converti en centrale hydroélectrique dans les années 1930, époque où le bâtiment fut surélevé en brique couvert d'une dalle de béton. EDF a arrêté cette activité en 1968.
Le moulin a été racheté par les propriétaires du château qui l'ont restauré vers 1973 et converti en habitation.
L'édifice est inscrit au titre des monuments historiques le 1er février 1988,.
Le site, comportant le château, le moulin, l'écluse et le village a fait l'objet d'une décision de protection en 1982.